# Tournoi de tennis de Linz (WTA 1996)
Le tournoi de tennis de Linz est un tournoi de tennis professionnel. L'édition féminine 1996, classée en catégorie Tier III, se dispute du 26 février au 3 mars 1996.
Sabine Appelmans remporte le simple dames. En finale, elle bat Julie Halard, décrochant à cette occasion le 7e titre de sa carrière sur le circuit WTA.
L'épreuve de double voit quant à elle s'imposer Manon Bollegraf et Meredith McGrath.

## Résultats en simple

### Parcours
| No | Joueuse           | Résultat      | Ultime adversaire    |
| -- | ----------------- | ------------- | -------------------- |
| 1  | Magdalena Maleeva | 2e tour       | Laurence Courtois    |
| 2  | Jana Novotná      | 1/4 de finale | Sabine Appelmans (6) |
| 3  | Julie Halard      | Finale        | Sabine Appelmans (6) |
| 4  | Helena Suková     | 1/2 finale    | Sabine Appelmans (6) |
| 5  | Judith Wiesner    | 1/4 de finale | Julie Halard (3)     |
| 6  | Sabine Appelmans  | Victoire      | Julie Halard (3)     |
| 7  | Åsa Svensson      | 1/4 de finale | Helena Suková (4)    |
| 8  | Silvia Farina     | 2e tour       | Elena Makarova       |

| No | Joueuse          | Résultat | Ultime adversaire     |
| -- | ---------------- | -------- | --------------------- |
| 1  | Caroline Vis     | 1er tour | Magdalena Maleeva (1) |
| 2  | Olga Lugina      | 1er tour | Silvia Farina (8)     |
| 3  | Barbara Schwartz | 1er tour | Åsa Svensson (7)      |

| No | Joueuse         | Résultat | Ultime adversaire    |
| -- | --------------- | -------- | -------------------- |
| 1  | Petra Ritter    | 2e tour  | Åsa Svensson (7)     |
| 2  | Melanie Schnell | 1er tour | Sabine Appelmans (6) |

| No | Joueuse        | Résultat | Ultime adversaire |
| -- | -------------- | -------- | ----------------- |
| 1  | Wiltrud Probst | 1er tour | Jana Novotná (2)  |

## Résultats en double

### Parcours
| No | Équipe                         | Résultat      | Ultimes adversaires                  |
| -- | ------------------------------ | ------------- | ------------------------------------ |
| 1  | Julie Halard Magdalena Maleeva | 1/4 de finale | Manon Bollegraf Meredith McGrath (1) |